# Camino a la gloria
Camino a la gloria es un filme estadounidense de 2006, dirigido por James Gartner. Protagonizado por Josh Lucas, Derek Luke, Austin Nichols, Jon Voight, Evan Jones y un largo reparto.
Galardonado con el premio ESPY Awards 2006 al mejor filme deportivo.

## Argumento
Glory Road es una historia basada en hechos de la vida real. Don Haskins era el entrenador de un equipo de baloncesto femenino, que había sido recientemente nombrado como entrenador en jefe del equipo masculino de baloncesto de la Universidad de Texas Western en El Paso. Como no tenía los recursos financieros para reclutar a los atletas de escuela superior más codiciados, decidió encontrar a los mejores jugadores del país, sin importar la raza tras haber visto jugar, opacado, a Bobby Joe Hill. El propósito era formar un equipo que pudiera competir en el campeonato nacional. Don, reclutó jóvenes negros de todos los Estados Unidos. Los Texas Western Miners (Mineros de Texas Western), contaron con siete jugadores negros (David Lattin, Bobby Joe Hill, Willie Cager, Willie Worsley, Orsten Artis, Nevil Shed y Harry Flournoy ) y cinco jugadores blancos (Jerry Armstrong, Togo Railey, Louis Baudoin, Dick Myers y David Palacio). Eran jugadores con mucho talento, pero necesitaban pulirlo, así que Haskins los sometió a arduos entrenamientos, enfocándose en la defensa y los pases de la bola. Además de enfocarse en eso, con ese entrenamiento se proponía a probarlos. Sacar a cualquiera que no trabajara tan duro como él lo exigía. Don Haskins trataba de integrar a sus jugadores, tanto blancos como negros, en uno solo, un solo equipo con una meta en común. 
Haskins comenzaba los juegos con tres negros y dos blancos. Después de sus primeras victorias en contra de equipos locales, se dio cuenta de que tenía que darle más espacio a sus jugadores negros. Desafortunadamente, mientras más victorias, y fama, obtenían los Texas Western Miners, más amenazas racistas de odio recibían. Para ese momento (los años sesenta), el racismo era extremo, y la capacidad deportiva de los negros se veía opacada, a pesar de lo talentosos que eran y son en este aspecto. Dichas amenazas terminan en cartas intimidantes a la familia de Haskins, la paliza que le dieron a Nevil Shed, y el vandalismo de las habitaciones del motel donde se hospedaban en una ocasión. A causa de esto, el equipo termina perdiendo el último juego de la temporada regular. Los jugadores habían dejado de jugar con pasión a causa de la carga y los sentimientos que tanta ira en su contra había dejado sobre ellos. No obstante, los Texas Western Miners finalizaron la temporada con un récord de 23 victorias vs. 1 derrota. Gracias a su esfuerzo, y junto con las circunstancias en que estaban, entraron al torneo de 1966 de la NCAA.
Al ir a la final de la NCAA, jugaron contra College Park, Maryland y enfrentaron al mejor equipo de la nación, los Wildcats de la Universidad de Kentucky. El entrenador en jefe del ya mencionado equipo era el legendario Adolph Rupp. Rupp pensaba que, con su organizado y experimentado equipo –todos blancos-, los Texas Western Miners no tenían oportunidad alguna. La noche antes del juego, el entrenador Haskins llamó a todo su equipo a la cancha donde se llevaría a cabo, y les hizo ver que nunca se debían dejar intimidar por lo que otros dijeran o hicieran. Ya el día del juego, les dijo que jugarán solo los negros. El equipo se sorprendió y decepcionó, pero los jugadores blancos estuvieron de acuerdo. Justo después de comenzar el juego, Harry Fluornoy, capitán del equipo, tuvo que abandonarlo tras lastimarse un pie. Encima de eso David Lattin cometió varias faltas, costándole muchos puntos al equipo. En un reñido juego los Texas Western Miners ganaron. Derrotaron al equipo de Kentucky 72- 65 con impresionantes robos, defensa y una rápida reacción luego de la segunda mitad. La película termina con los jugadores bajando victoriosos de un avión, al llegar a El Paso, Texas.

## Vida Real
El filme está basado en hechos reales ocurridos en 1966 durante el campeonato de la División I de Baloncesto Masculino de la NCAA, en el cual el exentrenador Don Haskins, de la Universidad de Texas en El Paso, lideró una planta de jugadores que incluyó a siete afroamericanos por primera vez en la historia del NCAA, rompiendo la discriminación racial imperante, ganando además el campeonato.
- Datos: Q1279412